# Škale
Škale este o localitate din comuna Velenje, Slovenia, cu o populație de 843 de locuitori.